# シンフォニック・バンド
シンフォニック・バンド（英語: Symphonic band）は、吹奏楽の形態のひとつであり、アメリカ合衆国などにおいて、大学を中心に編成される、最大規模の楽団である。

## 概要
80名以上、あるいはしばしば100名以上を超える楽団員によって構成される大編成のバンドである。表情豊かなサウンドを奏でることが可能であり、奏者を増減させることによって多様なジャンルに対応し、また、幅広い楽曲を豊かに表現することができる。日本でも市民バンドや大学バンドなどで編成されることが多い。